# Picún Leufú (departamento)
Picún Leufú é um departamento da Argentina, localizado na província de Neuquén.